# Óbudai klarissza kolostor

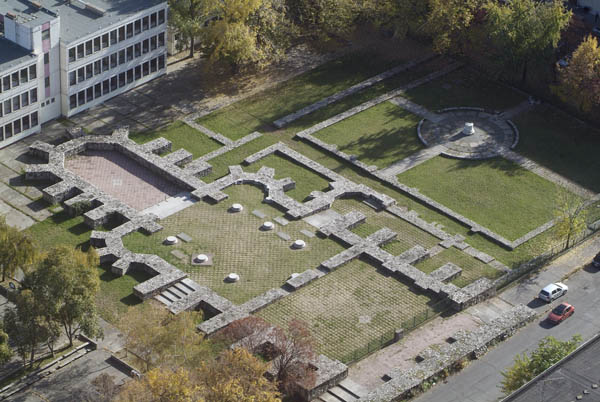
Az épület légifotója

Az óbudai klarissza kolostor (alapítva 1334-ben) a késő középkori Óbuda egyik legjelentősebb egyházi intézménye, a középkori Óbuda legfontosabb 3 épületének egyike az óbudai királyi vár és a Mária-templom mellett. Romjai Budapest 3. kerületében, az Árpád híd budai hídfőjének közelében, a Kiskorona utca és a Mókus utca között az Andor Ilona Ének-Zenei Általános és Alapfokú Művészeti Baptista Iskola udvarán találhatók.

## Építése
A klarissza kolostort 1334-ben Károly Róbert király felesége, Nagy Lajos anyja, a lengyel származású Piast Erzsébet magyar királyné alapította, pápai bullával. Építésére valószínűleg az 1340-es években került sor, az óbudai királyi vártól délkeletre. A klarissza apácaközösség 1346-ban már itt élt. 1342-ben, férje halálakor Erzsébet, más királynékkal szemben, nem vonult a kolostorba, hanem jelentős politikai szerepet játszott fia mellett egészen 1380-ban bekövetkezett haláláig. Erzsébet, miután Óbudára költözött, jelentős adományokkal támogatta a kolostort, aminek egyre kiemeltebb szerepe lett. 1350-ben pápai búcsúengedélyt is kaptak.

## Az épületegyüttes
A kolostornak csak az alapfalait lehetett feltárni. Boltozott hajója volt, amit apácakarzat osztott két részre, szentélye sokszögzáródású volt, és szintén boltozott. A mellékszentélyei kápolnakoszorú-szerűen helyezkedtek el. A hajó nyugati végét hálóboltozat fedte, az apácakarzatnál oszlopon nyugvó csillagboltozatot alkalmaztak. Az ásatások során díszített ablakmérmű darabok és freskótöredékek kerültek elő.
A templom déli oldalán helyezkedett el a kolostorépület, ami egy négyszögletes udvart fogott körül. A  kerengő északi oldalán a szentély mellett egy egyhajós kápolna állt, sokszögű szentélyzáródással. Ez a Corpus Christi kápolna, ahova Erzsébetet 1380-ban eltemették. Ebben a kápolnában előkerült egy igen megbolygatott sír, ami a korábbi kápolna falára épült rá. Kiépítése 1380 körülre tehető, és azt jelzi, hogy eredetileg nem tervezték, hogy ide temetik a királynőt. A sír fölött baldachin állhatott.
A kolostor elrendezése ciszter formát mutat: keleten káptalanterem, sekrestye, az emeleten dormitórium. A déli részen a refektórium és a konyha helyezkedett el, itt padlófűtés nyomai is előkerültek.
A nyugati részen a laikus nővérek épületei, pincék, infirmarium és kútház részletei kerültek elő. A kápolna 1380-as átépítésekor az északi és a nyugati szárnyon is végeztek átalakításokat. 1529-ben az első török pusztítás után nagyobb építkezéseket végeztek, de 1541-ben az apácák végleg elmenekültek, magukkal víve Erzsébet maradványait is. Ezután a kolostor pusztulásnak indult.
Az 1975-ben átadott iskola udvarán a feltárási és helyreállítási munkák 1974-1979 között zajlottak.

## Tárgyak
A templom gazdagon felszerelt volt, kincsei közé tartozott plasztikus ereklyetartó-szobrokkal díszített gyönyörű házioltára, amelyet ma a New York-i Metropolitan Múzeumban őriznek. Valamelyik oltárán állhatott az a barokk korban készített Madonna-faszobor is, amely ma a piliscsabai plébániatemplomban látható.